# Убийство в «Восточном экспрессе»
«Убийство в „Восточном экспрессе“» (англ. Murder on the Orient Express) — детективный роман английской писательницы Агаты Кристи, написанный в 1933 году в Ираке, где она находилась в археологической экспедиции со своим вторым мужем Максом Маллованом. Является одним из наиболее известных произведений романистки, ярким образцом романов её так называемого «восточного цикла».
В основу романа легли факты из реальной жизни, её собственных впечатлений и наблюдений, а также известных ей из средств массовой информации и других источников. Она неоднократно путешествовала на роскошном поезде «Восточный экспресс», а особенно памятным стало возвращение в Англию из Турции в декабре 1931 года, сопряжённое со многими трудностями, вызванными непогодой. Ещё одним событием, повлиявшим на замысел книги, стал случай, произошедший в январе 1929 года, когда «Восточный экспресс» попал в снежную бурю и оказался заблокированным на шесть суток. Также одной из сюжетных основ романа стало знаменитое похищение в марте 1932 года ребёнка известного американского лётчика Чарльза Линдберга. Несмотря на принятые меры правоохранительных органов и общественности, после выплаты выкупа сын авиатора был найден мёртвым.
Роман впервые вышел в свет в Великобритании 1 января 1934 года. Американское издание вышло в феврале 1934 года под изменённым заглавием — «Убийство в вагоне до Кале». В 2015 году по результатам опроса поклонников творчества Кристи было установлено, что «Убийство в „Восточном экспрессе“» занимает второе место по популярности после романа «Десять негритят». Входит в американскую версию «100 лучших детективных романов всех времён».

## Содержание
Из сирийского Алеппо отправляется экспресс в Стамбул. Одним из пассажиров экспресса оказывается знаменитый частный детектив Эркюль Пуаро, выполнивший деликатное расследование по просьбе французской военной администрации. В Стамбуле Пуаро снимает номер в отеле, перед тем как проследовать обратно в Европу. В городе он обращает внимание на пожилого американского бизнесмена Сэмюэла Эдуарда Рэтчетта, которого сопровождает секретарь и переводчик Гектор Маккуин. Пуаро получает телеграмму о том, что ему нужно срочно прибыть в Лондон. Хотя выясняется, что, несмотря на зимний сезон, все места в поезде неожиданно заняты, Пуаро всё же получает место во втором классе благодаря вмешательству своего друга и соотечественника месье Бука, директора железной дороги Международной компании спальных вагонов (фр. Compagnie Internationale des Wagons-Lits), также едущего на поезде в Европу. В вагоне соседом Пуаро по купе оказывается мистер Маккуин, сопровождающий в поездке своего начальника.
Рэтчетту становится известно, что Пуаро — знаменитый детектив, и он обращается к бельгийцу с предложением стать его телохранителем за значительное вознаграждение. Американец говорит, что ему угрожали смертью, и он опасается за свою жизнь. Однако Пуаро отказывается, заявив, что ему не нравится Рэтчетт. Сыщик наблюдает за пассажирами вагона и замечает, что в нём представлены люди самых разных национальностей, собранные буквально со всего мира. Месье Бук замечает по этому поводу, что в вагоне находятся «люди всех классов, всех национальностей, всех возрастов».
В Белграде Бук освобождает своё место в первом классе для Пуаро, а сам занимает купе в прицепленном вагоне, где также едет греческий доктор Константин. Ночью, когда поезд вынужден остановиться, так как железнодорожные пути занесло сильным снегопадом где-то на территории Югославии между станциями Винковци и Брод, кто-то убивает Рэтчетта в его купе. Причём дверь заперта изнутри, а окно раскрыто. Следы преступления ведут в прошлое, так как Рэтчетт был когда-то замешан в деле, связанном с похищением и убийством маленькой девочки. При исследовании места преступления и тела американца, убитого дюжиной ножевых ударов, становится известна настоящая фамилия убитого — Кассетти. Он преступник, ранее был арестован, но выпущен на свободу. За несколько лет до того члены банды, лидером которой был Кассетти, похитили Дейзи, трёхлетнюю дочь британского полковника Армстронга, требуя за неё выкуп. Однако, получив деньги, они убили похищенную и с помощью взяток и запугивания сумели избежать правосудия. Мать Дейзи умерла во время последующих родов. Французская горничная Сюзанна, безосновательно обвинённая в пособничестве похищению, покончила жизнь самоубийством. Отец, полковник Армстронг, также совершил суицид.
Расследуя запутанное дело, Пуаро вначале заходит в тупик: никто из посторонних совершить убийство не мог, а у каждого пассажира вагона есть алиби, подтверждаемое показаниями других. Но в конце концов Пуаро предполагает, что в действительности все присутствующие состоят в сговоре — поэтому-то они и оказались в одном вагоне. Он устанавливает, что все пассажиры поезда были в той или иной мере причастны к семье Армстронг и у каждого из них был мотив совершить это преступление. Выяснив обстоятельства убийства, детектив собирает пассажиров в вагоне-ресторане и предлагает две версии убийства. Согласно первой: убийца, переодетый проводником, попал в вагон, убил Рэтчетта, после чего снял форму и покинул поезд до его отправления со станции. В соответствии со второй: убийца находится в вагоне и не покидал его. Этот вариант встречает возражения со стороны Бука, но детектив говорит, что не следует поспешно отбрасывать его. Пуаро приходит к выводу, что в преступлении замешаны пассажиры и проводник вагона, тем или иным образом причастные к семье Армстронгов и совершившие его из мести за смерть Дейзи и разрушенные жизни других людей. Пассажиров в вагоне — двенадцать, как и заседателей в суде присяжных, и столько же ран различного характера было нанесено Рэтчетту. А поскольку в убийстве был также замешан и проводник, то вместо решения обычной задачи «кто из присутствующих виновен?», Пуаро приходится выяснять, кто из них невиновен. Детектив предлагает выбрать из двух версий одну. Месье Бук и доктор Константин решают сообщить югославской полиции, что предположение о совершении убийства неизвестным является правильным.

## Действующие лица

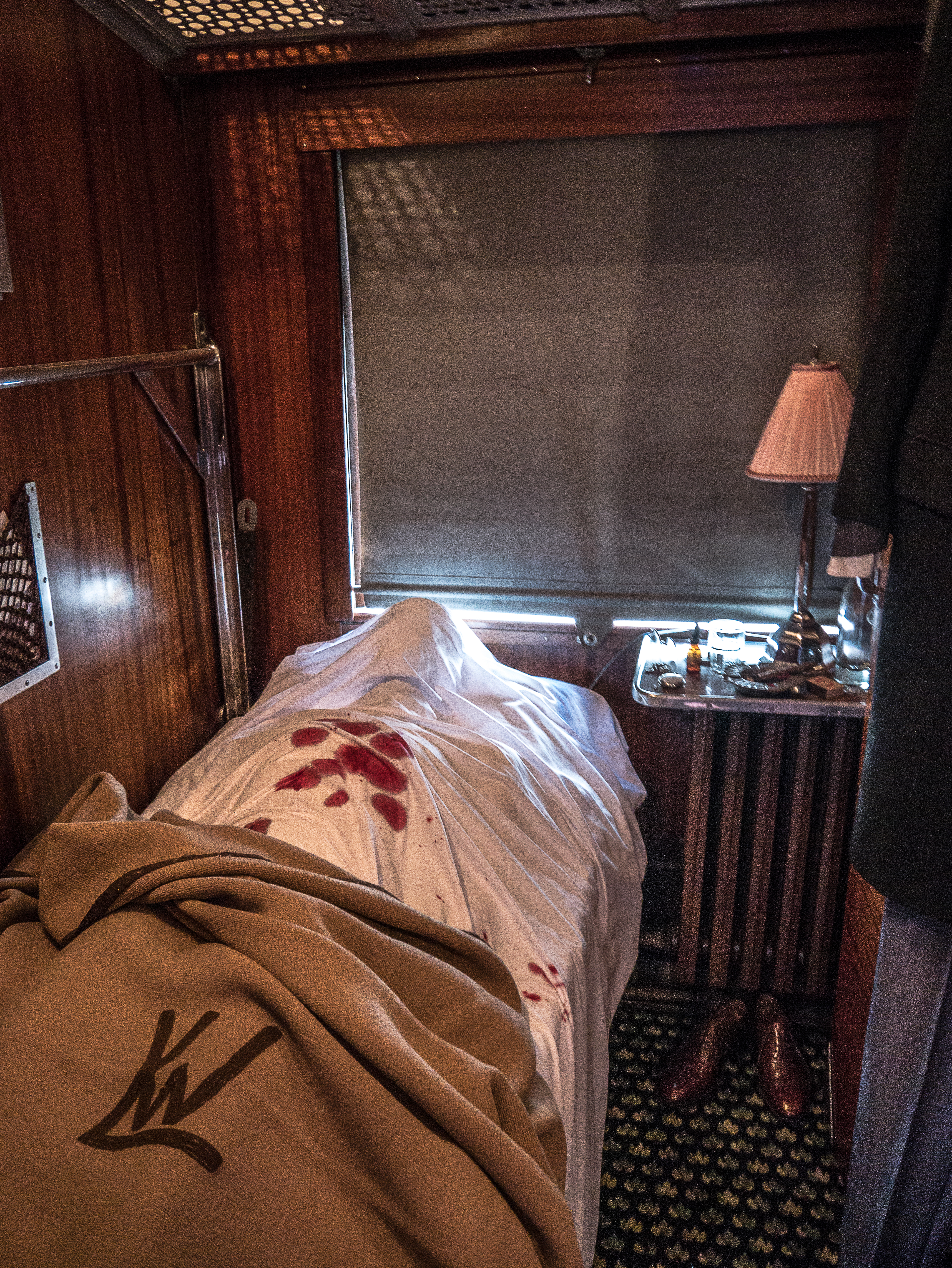
Экспозиция по роману в Институте арабского языка (Париж)

Приведены все основные действующие лица.
Убитый:
- Сэмюэл Эдуард Рэтчетт — богатый американец с подозрительным прошлым. Его настоящая фамилия — Кассетти. Он преступник, похитивший и убивший Дейзи Армстронг много лет назад. Был арестован, но выпущен на свободу из-за подкупа прокурора.

Подозреваемые:
- Гектор Уиллард Маккуин — молодой американец, секретарь и переводчик убитого; сын прокурора, который вёл дело о похищении Дейзи Армстронг; был безответно влюблён в Соню Армстронг, мать похищенной и убитой Дейзи.
- Эдуард Генри Мастермэн — англичанин, слуга убитого; во время войны был денщиком полковника Армстронга, а позднее — его лакеем.
- Пьер Мишель — француз, проводник спального вагона Стамбул — Кале; отец погибшей горничной Армстронгов — Сюзанны.
- Мэри Хермиона Дебенхэм — молодая англичанка, работающая гувернанткой в Багдаде; бывшая секретарь в семействе Армстронг.
- Полковник Арбэтнот — британский военный, возвращающийся из Индии; боевой друг полковника Джона Армстронга, спасшего ему жизнь.
- Княгиня Наталья Драгомирова — престарелая русская аристократка-эмигрантка; крёстная мать Сони Армстронг, матери похищенной девочки, поклонница таланта великой актрисы Линды Арден, матери Сони.
- Хильдегарда Шмидт — пожилая немка, горничная княгини Драгомировой; кухарка Армстронгов.
- Граф Рудольф Андрени — молодой венгерский аристократ с английскими манерами, дипломат; женат на сестре Сони Армстронг.
- Графиня Елена Андрени — его жена; в девичестве — Хелена Гольденберг, младшая сестра Сони Армстронг. Единственная из подозреваемых, оказавшаяся невиновной.
- Грета Ольсон — пожилая шведка, миссионерка; няня Дейзи Армстронг.
- Миссис Кэролайн Марта Хаббард — пожилая, необыкновенно разговорчивая американка, возвращающаяся от дочери из Багдада; она же — Линда Арден (Гольденберг) — трагическая актриса, мать Сони Армстронг и графини Андрени, бабушка Дейзи Армстронг. Глава всей операции.
- Антонио Фоскарелли — эмоциональный итальянец-бизнесмен, живущий в США; бывший шофёр семейства Армстронг.
- Сайрус Бетман Хардман — американский коммивояжёр, на самом деле — частный детектив. Возлюбленный погибшей горничной Армстронгов — Сюзанны.

Пассажиры, ведущие расследование:
- Эркюль Пуаро — знаменитый бельгийский детектив.
- Мсье Бук — директор Международной компании спальных вагонов, бельгиец и друг Пуаро.
- Доктор Ставрос Константин — греческий врач.

Пассажиры вагона Восточного экспресса. Цвета: 1 класс (голубой), 2 класс (розовый), дежурный (жёлтый).

## История создания

### Предыстория
После скандального развода с мужем Арчибальдом Кристи, осенью 1928 года по совету знакомых Агата Кристи, очень любившая путешествовать, отправилась на поезде «Восточный экспресс» до Стамбула, а оттуда через сирийский Дамаск добралась до Ирака, в Багдад. Там она отправилась осмотреть археологическую экспедицию под руководством Леонарда Вулли в Уре, где её очень гостеприимно встретили. Такое отношение объяснялось тем, что Кэтрин Вулли, властная жена руководителя раскопок, недавно прочитала роман «Убийство Роджера Экройда», он ей очень понравился и она рекомендовала его своим знакомым. «Всех членов экспедиции пытали, знают ли они мою книгу; те же, кто её не читал, подвергались суровой критике», — писала Агата в своей «Автобиографии». В следующем году в Ираке Кристи познакомилась со своим вторым будущим мужем археологом Максом Маллованом, который ранее даже не был знаком с её творчеством. Несмотря на некоторые опасения по возобновлению серьёзных отношений, а также предубеждение нескольких родственников, она всё-таки отдалась новому чувству и приняла его предложение о браке. Поженились они 11 сентября 1930 года в шотландском Эдинбурге. В этом браке Агата Кристи прожила всю оставшуюся жизнь, до своей смерти в 1976 году. Медовый месяц они провели в Венеции, на Адриатическом побережье Югославии, откуда морем отправились в Грецию. В Афинах она получила сильное пищевое отравление, но её сумели спасти. Ещё не полностью оправившись от болезни, она настояла на том, чтобы муж отправился в Ирак продолжать археологические раскопки, не дожидаясь её, в срок, ранее установленный Вулли для встречи в Багдаде — 15 октября; сама же она вернулась в Англию. С тех пор она периодически проводила несколько месяцев в году в Сирии и Ираке в экспедициях вместе с мужем. Весной 1931 года она отправилась в Ур, где интересовалась археологическими изысканиями. После окончания сезонных работ они с мужем вернулись в Англию через Персию (Тегеран, Шираз, Исфахан) и СССР (Баку, Батуми), Турцию (Стамбул). Осенью 1931 года, после нахождения на острове Родос, Агата присоединилась к археологической экспедиции Реджинальда Кемпбелла Томпсона в Ниневии, в нескольких километрах от иракского города Мосул, где теперь работал её муж. Во время нахождения на раскопках в Ниневии Макс и Агата побывали в районе кургана в Нимруде, где муж сказал ей, что больше всего на свете он хотел бы провести здесь самостоятельные раскопки. Это желание позже осуществилось при финансовом участии Кристи, которая также помогала и в работе — занималась документацией, фотографировала, чистила и сортировала находки. Она очень гордилась той ролью, которую сыграла в проведении экспедиций мужа в Арпачии недалеко от Нимруда, в Сирии, а позже и в Нимруде. В декабре 1931 года она вернулась в Англию на поезде «Восточный экспресс». Считается, что впечатления от этой поездки и общение с пассажирами во время путешествия легли в основу одной из самых известных её книг — «Убийство в „Восточном экспрессе“».

### Замысел и создание
В основу романа легли факты из реальной жизни, почерпнутые как из личных впечатлений писательницы от путешествий на поезде «Восточный экспресс», так и из событий, о которых ей стало известно из прессы и других источников. К последним литературоведы относят похищение ребёнка известного лётчика Чарльза Линдберга и случай, произошедший в январе 1929 года, когда роскошный поезд, фигурирующий в книге, попал в снежную бурю и оказался заблокированным на шесть суток. Свои личные впечатления от поездки в декабре 1931 года она отразила в письме Максу, где уже намечены некоторые детали, наблюдения и характеры, использованные ей в будущей книге.

История маршрутов «Восточного экспресса»

«Восточный экспресс» — это пассажирский поезд класса «люкс» частной компании Orient-Express Hotels, курсирующий между Парижем и Константинополем (Стамбулом) с 1883 года. В своей «Автобиографии», вспоминая про первое путешествие этим составом, Агата называет его поездом своей мечты и пишет, что всю жизнь мечтала проехаться в нём: «Часто, направляясь во Францию, Испанию или Италию, я видела Восточный экспресс в Кале. И мне всегда хотелось сесть в него. „Симплон — Милан — Белград — Стамбул…“» В поезде она познакомилась со многими людьми, но в принципе избегала общения, от которого ей всё же не удалось полностью избавиться. В Стамбуле она бывала в отеле «Токатлиан», который будет фигурировать в романе как место, где останавливался Пуаро на пути из Сирии. В столице Турции её опекал голландский инженер, после прощального ужина с которым она его больше никогда не видела. Из Стамбула она продолжила путешествие до Алеппо и Дамаска. В столице Сирии остановилась в «Ориент-Палас-отеле», после чего добралась на автобусе до Багдада.
Проведя археологический сезон 1931 года в Ираке, в декабре 1931 года Кристи вернулась в Англию на поезде «Восточный экспресс». Попав в Лондон, она написала подробное письмо мужу и рассказала о своих приключениях на поезде, железнодорожные пути которого размыло сильным ливнем. По её воспоминаниям, поезд отправился из Стамбула в сильную бурю. Всю ночь они ехали очень медленно, а в три часа утра и вовсе встали. Сначала она подумала, что остановка вызвана приближением к границе, но это оказалось не так: они вообще очень мало проехали. За завтраком пассажиры познакомились между собой. Агата приводит Максу их перечень и описания: пожилая американка; весёлый англичанин из Смирны; суетливый мужчина, увлечённый археологией; богатый джентльмен за восемьдесят лет с весёлой семидесятилетней и очень красивой женой из Стамбула; венгерский министр с супругой, обсуждающие дипломатический скандал во Франции; две датчанки-миссионерки. Кроме того, на счастье пассажиров, в одном вагоне с Кристи ехал директор железнодорожной компании, про которого она написала: «если бы не он, я думаю, мы бы до сих пор никуда не приехали». С наступлением утра становилось всё холоднее, в связи с чем пришлось завернуться в пледы и использовать грелки. От кондуктора Кристи узнала, что в последний раз, когда случилось подобное происшествие, поезд вынужден был простоять три недели. Как выяснилось, в этот раз пути размыло в трёх местах: в двух на греческой и одном на турецкой территориях. Поезд всё-таки медленно продвигался и, проехав турецкую часть пути, они оказались в Греции. Ночью их догнал другой «Восточный экспресс», из которого к ним переместили пятерых пассажиров: «здоровенного весёлого итальянца, маленького немца с огромной лысиной, болгарскую даму, какого-то худого, кошмарного вида типа из Чикаго, турка в оранжевом пиджаке, с невероятным количеством золотых цепочек и прочих украшений, и голубом шёлковом галстуке с нарисованной на нём лошадиной головой». В Греции путешественники разослали телеграммы своим родным и близким. Утром установилась чудесная погода: всю ночь шёл снег, а днём заснеженные просторы ярко освещало солнце. После обеда всех пассажиров поместили в один вагон, а остальных отправили обратно в Стамбул. После этого они тронулись, причём вагон толкал паровоз, находившийся сзади, что вызывало опасения Агаты за их безопасность. Проехав греческую территорию, они оказались недалеко от Адрианополя, в том самом месте, где горный поток нарушил железнодорожное сообщение. По обеим сторонам путей находились составы поездов «Восточного экспресса», из которых вышли пассажиры, поменявшие свои вагоны, перейдя завалы на путях по доскам. В новом поезде, где оказалась Кристи со своими спутниками, всё было организовано очень плохо: не хватало еды и воды. Поезд наконец двинулся вперёд, Агату положили спать рядом с датчанками. В шесть утра они прибыли в столицу Болгарии — Софию, где через несколько часов пассажиры пересели на другой поезд «Восточного экспресса», вышедший из Стамбула на два дня позже того, как оттуда отправились они. В югославском Белграде они увидели короля и королеву, а территорию вокруг поезда окружила охрана. В конечном итоге, после всех злоключений Кристи прибыла в Лондон на два дня позже, чем это было предусмотрено расписанием.
По мнению официального биографа «королевы детектива» Джанет Морган, использование «Восточного экспресса» в сюжетных построениях расследования убийства, совершённого в ограниченном пространстве, предоставляло писательнице богатые возможности. Это идеальное место для совершения загадочного убийства, так как многие из придуманных ею убийств имели место «именно в узком кругу знакомых между собой людей и при вполне вроде бы благополучных внешних обстоятельствах»:
Поезд для долго едущих в нём пассажиров становится их собственным маленьким миром. Агата часто описывает этот мирок в своих произведениях. В каком-то смысле это еще и метафора: бегущая по налаженным рельсам жизнь вдруг преподносит сюрприз, порой ужасный; спокойную логику нарушает алогичность человеческих поступков, и воля нелепого случая — образ символический, весьма подходящий для той эпохи.
Джон Карран также отмечает тот факт, что действие нескольких из наиболее известных книг Кристи в большей или меньшей мере начинается или происходит в транспортных средствах: корабль в романах «Таинственный противник» (1922), «Человек в коричневом костюме» (1924) и «Смерть на Ниле» (1937), самолёте «Смерть в облаках» (1935). По оценке Каррана, такое построение сюжета и места действия предоставляет для детектива ряд литературных преимуществ, среди которых можно назвать: изолированность группы подозреваемых и отсутствие представителей силовых структур с их возможностями. Кроме этих возможностей для развития криминальной истории, писательница неоднократно «применяет свой богатый опыт путешествий, помещая героев в экзотическую обстановку, ведь обычно всё происходит в пределах сельского дома или частной конторы».

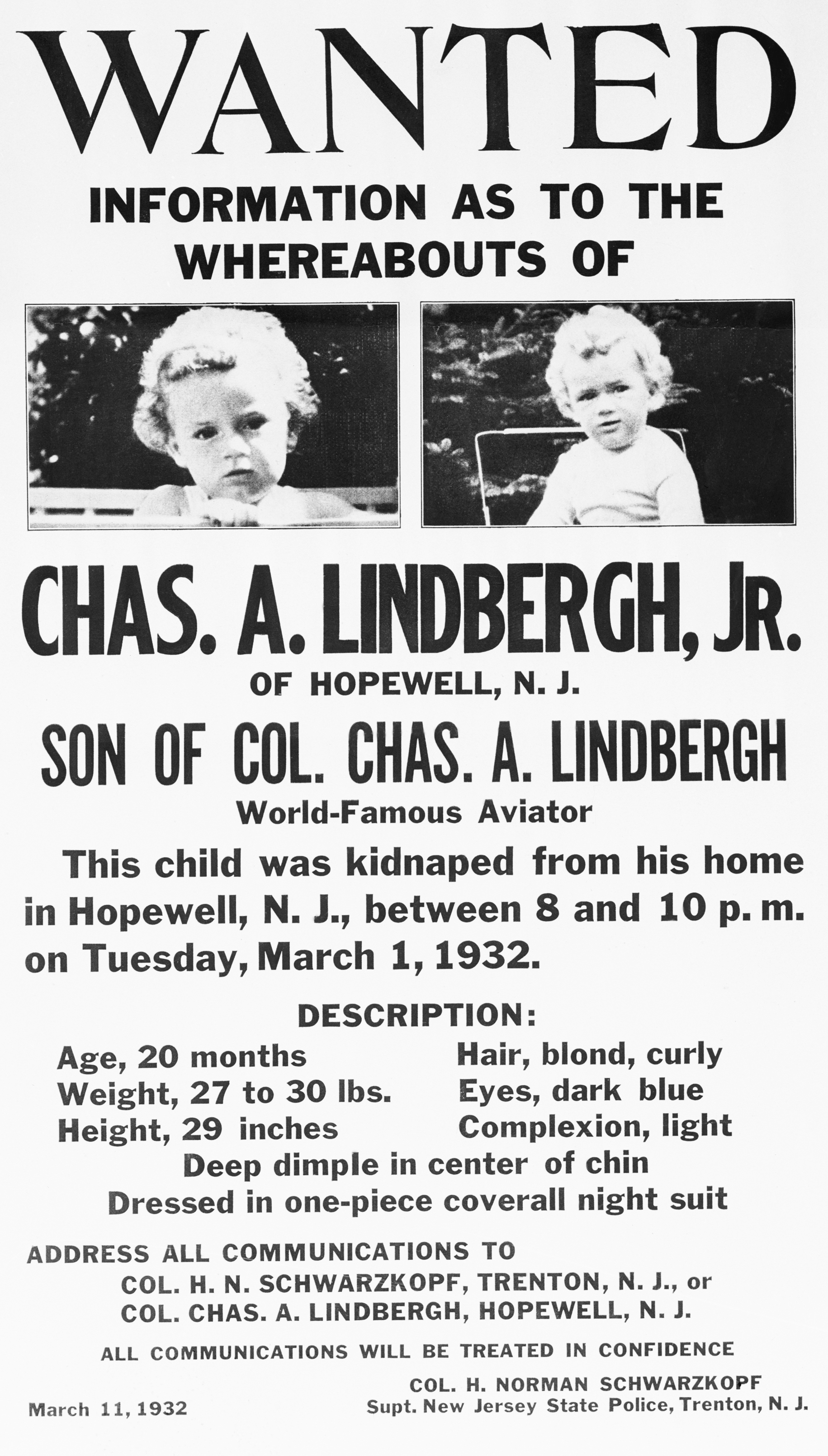
Плакат с объявлением о пропавшем сыне Линдберга

Другим толчком к развитию сюжета послужило наделавшее много шума похищение и убийство сына знаменитого авиатора, любимца США Чарльза Линдберга. 1 марта 1932 года через окно своей комнаты на втором этаже дома был похищен Чарли, полуторагодовалый сын Линдберга и его жены Анны (в девичестве — Морроу). Особняк находился недалеко от города Хоупуэлл, штат Нью-Джерси. Полицейские, осмотревшие место преступления, обнаружили рядом с домом сломанную лестницу, с которой, видимо, упал похититель вместе с мальчиком. Это преступление привлекло внимание прессы и публики, став делом общенациональной важности. Родителям поступило требование о выкупе в 50 тысяч долларов. Записка была написана на плохом английском; проанализировав её текст полиция пришла к выводу, что её, вероятно, писал немец или скандинав. Выкуп был выплачен при посредничестве вызвавшегося быть добровольцем доктора Джона Ф. Кондона, однако ребёнок домой не вернулся. 12 мая, спустя 73 дня после похищения, было найдено тело мальчика в лесу в районе Хоупуэлла: ребёнок на самом деле умер после похищения, а причиной смерти была признана травма головы. 15 марта Линдберг впервые со времени похищения поднялся на борт самолёта: он развеял прах над Атлантическим океаном.
Благодаря тому, что выкуп был выплачен так называемыми золотыми сертификатами, срок действия которых истекал в 1933 году, уже в 1934 году удалось обнаружить предполагаемого убийцу — плотника Бруно Хауптманна. Почерк Хауптманна совпал с почерком человека, писавшего требования о выкупе. Были предъявлены и другие улики, однако подсудимый так и не признал свою вину. Жена Хауптманна и его работодатель утверждали, что на момент убийства Бруно находился в Нью-Йорке.
Кроме того, многие аспекты этого дела вызывают вопросы и неоднозначные трактовки. На суде выступил Линдберг, который заявил, что узнал голос подсудимого, когда прятался в автомобиле во время передачи выкупа. Присяжные признали Бруно виновным в похищении и преднамеренном убийстве, и 3 апреля 1936 года Хауптманн был казнён на электрическом стуле. В современной истории Хауптманн значительным количеством историков, криминалистов и независимых исследователей признаётся невиновным. Однако есть обоснования и официальной версии. Эта трагедия стала сенсацией. Репортёры, фотографы и просто любопытные досаждали Линдбергам постоянно. Кроме того, они попали под критику противников смертной казни. Кончилось тем, что после суда в 1935 году Линдберг с женой и старшим сыном Джоном переехали в Европу. Конгресс постановил принять «Закон Линдберга». Он сделал похищение людей федеральным преступлением, при условии того, что преступник или жертва похищения пересекли границы штата. Реакцией на злоупотребления фотографов стал запрет на фото- и киносъёмку в зале суда, вследствие которого в США была возобновлена традиция репортёрского рисунка.

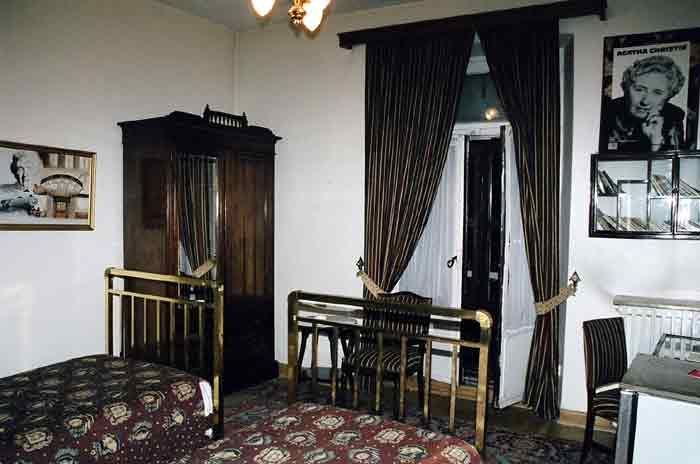
Номер Агаты Кристи в отеле Pera Palace

Роман был написан Кристи во время нахождения в археологической экспедиции на раскопках в Ираке в 1933 году. Предполагается, что некоторая его часть могла быть написана в стамбульском отеле «Пера Палас» (англ. Pera Palace Hotel), где находится номер, в котором она останавливалась и который, по утверждению администрации, связан с созданием романа. Бывавший в этом отеле теоретик детективной литературы Георгий Анджапаридзе писал, что видел в вестибюле информацию, помещённую в рамку, где подробно излагаются события, связанные с пребыванием в их заведении писательницы. Там же предпринимается попытка доказать, что именно находясь в номере этой гостиницы, она начала писать «Убийство в „Восточном экспрессе“». По его мнению, зная скромный, невзыскательный характер Кристи, способной работать в любых условиях, в это можно без труда поверить.

## Публикации
Роман впервые был опубликован в Великобритании 1 января 1934 года постоянным издательством Кристи Collins Crime Club. Американская публикация состоялась 28 февраля 1934 года в издательстве Dodd, Mead and Company под изменённым заглавием — «Убийство в вагоне до Кале» (англ. Murder in the Calais Coach). На русский язык роман был переведён Ларисой Беспаловой и впервые опубликован в 1967 году в составе сборника «95—16» под названием «Восточный экспресс».

## Признание и критика
Роман считается одним из общепризнанных шедевров Кристи. Британский писатель Джон Лэнчестер отмечал, что творчество Кристи — «плод её времени, современный модернизму, но ориентированный на массовую аудиторию». Лэнчестер классифицирует творчество «королевы детектива» по трём категориям — шедевры, достойные профессиональные книги и произведения с политической тематикой. К шедеврам он относит «Убийство Роджера Экройда», «Десять негритят», «Убийство в „Восточном экспрессе“», «Убийство в Месопотамии», «Смерть на Ниле», «4.50 из Паддингтона», «Отель „Бертрам“» и «Объявлено убийство».
По версии британского писателя детективов и критика Генри Китинга, роман Кристи состоит в его списке ста лучших детективных книг составленных в хронологическом порядке: Crime and Mystery: The 100 Best Books. В 2015 году по результатам опроса поклонников творчества Кристи было установлено, что «Убийство в „Восточном экспрессе“» занимает второе место по популярности после романа «Десять негритят». Он также входит в «100 лучших детективных романов всех времён» по версии Американских писателей детективов (41-е место).

Меж тем, далеко не все считают эту книгу шедевром. Раймонд Чандлер, критикуя классический детектив в своём известном эссе «Простое искусство убивать» (1944), резко отрицательно отзывался о романе:
«У Агаты Кристи есть роман с участием г-на Эркюля Пуаро, хитроумного бельгийца, изъясняющегося на французском языке из школьного учебника. Изрядно помучив свои „маленькие серые клеточки“, то бишь пошевелив мозгами, он приходит к гениальному выводу, что коль скоро никто из пассажиров некоего экспресса не мог совершить убийство в одиночку, то, стало быть, они сделали это скопом, разбив всю процедуру на последовательность простейших операций? Конвейерная сборка машинки для разбивания яиц! Задачка из тех, что ставит в тупик проницательнейшие умы. Зато безмозглый осёл решает её в два счета».
Георгий Анджапаридзе, отмечая, что для него является спорной эта оценка книги и вообще английской школы «золотого века», писал, что оценка американского писателя слишком сурова:
«…Я не считаю, что критика Чандлера несправедлива. Он зорко видел недостатки коллег. Но, скажем, Агата Кристи писала ту жизнь и тех персонажей, которых знала… Агата Кристи была действительно выдающаяся — в рамках своего дарования — нравоописательница обширной социальной прослойки. Её романы — одновременно и немножко сказка, и гимнастика ума, и портрет эпохи, во всяком случае, один из возможных портретов».
Советский писатель и критик Корней Чуковский отмечал однообразие названий многих «смертоубийственных» книг писательницы, часто включающих в себя слово убийство. Он критиковал её сочинения и популярные детективы других авторов за злоупотребления в изображении многочисленных «виртуозных» убийств, которые раскрывают «мудрейшие, светозарные, всевидящие, безупречно благородные и в то же время непременно чудаковатые сыщики». Также такая «кровавая словесность» приучает читателей к увлечению собственно техникой убийств, что приводит к тому, что у них пропадает интерес к жертвам. Персонажи Кристи чересчур функциональны, они служат лишь для того, чтобы вызвать в отношении них подозрение в совершении преступления. Когда она характеризует в начале книги своих героев, знакомый с её творчеством читатель понимает, что не следует верить её описаниям. Она стремится возбудить подозрение против всех: «те, кого в первой главе она изображает чуть не ангелами, на последних страницах непременно окажутся — по крайней мере один или два из них — отпетыми мерзавцами». Это приводит к тому, что любители таких книг перестают быть простосердечными, доверчивыми.
По мнению российского теоретика детективной литературы Петра Моисеева, роман не является шедевром детективного жанра, как об этом обычно думают, и, кроме того, он не может быть отнесён собственно к детективу. Он отмечает не просто простоту, а именно примитивность разгадки, которая не так бросается в глаза благодаря литературному мастерству писательницы, а преступникам, после того как они оказались в поезде, практически не приходится преодолевать какие-либо трудности. Также к отличиям от классического детектива Моисеев относит несвойственные жанру детали, героев в духе бульварных романов, а также присутствующие элементы триллера. Он усматривает в романе не просто комедийные элементы, вообще характерные для произведений Кристи с участием Пуаро, а значительную пародийную составляющую. Российский литературовед приходит к следующему выводу: «Можно предположить, что этот роман — своего рода шутка, смысл которой понятен в полной мере лишь самой писательнице: если читатель поймёт, что он прочитал, — посмеётся читатель; если же ему угодно будет считать это детективом — посмеётся автор».

## Адаптации
- 2006 — компьютерная игра Agatha Christie: Murder on the Orient Express[33], где Пуаро озвучил знаменитый исполнитель этой роли Дэвид Суше.
- 2006 — четвёртая серия второго сезона аниме-сериала «Тёмный дворецкий» построена по мотивам романа Агаты Кристи[34].

### Кинематограф
- 1974 — «Убийство в „Восточном экспрессе“» режиссёра Сидни Люмета с участием Альберта Финни в роли Пуаро, а также Лорен Бэколл, Жаклин Биссет, Ингрид Бергман, Жана-Пьера Касселя, Шона Коннери, Ванессы Редгрейв, Джона Гилгуда и другими известными актёрами.

- 2001 — экранизация для американского телеканала CBS. Роль Эркюля Пуаро исполнил американский актёр Альфред Молина[35].

- 2010 — Дэвид Суше играет Эркюля Пуаро в телесериале Пуаро Агаты Кристи.

- 2015 — двухсерийный японский телефильм «Убийство в „Восточном экспрессе“» по мотивам романа Агаты Кристи. Режиссёр — Коно Кэйта, роль детектива Сугуро Такэру исполнил Мансай Номура[36].

- 2017 — «Убийство в „Восточном экспрессе“» режиссёра Кеннета Браны, который также исполнил главную роль.